# Нојбуков
Нојбуков (њем. Neubukow) град је у њемачкој савезној држави Мекленбург-Западна Померанија. Једно је од 59 општинских средишта округа Бад Доберан. Према процјени из 2010. у граду је живјело 4.104 становника. Посједује регионалну шифру (AGS) 13051047.

## Географски и демографски подаци
Нојбуков се налази у савезној држави Мекленбург-Западна Померанија у округу Бад Доберан. Град се налази на надморској висини од 15 метара. Површина општине износи 25,0 km². У самом граду је, према процјени из 2010. године, живјело 4.104 становника. Просјечна густина становништва износи 164 становника/km².